# Adolphe von Auersperg
Pour les articles homonymes, voir Auersperg.
Adolphe von Auersperg (21 juin 1821 – 5 janvier 1885) est un homme d'État autrichien du XIXe siècle. Il est ministre-président d'Autriche entre 1871 et 1879.

## Biographie

### Famille
Adolphe von Auersperg naît le 21 juin 1821 à Prague, actuelle capitale de la République tchèque. Il est le troisième fils du prince Guillaume von Auersperg (1781–1827), 7e prince d'Auersperg, duc de Gottschee, et de sa seconde épouse Frédérique von Lenthe (1791–1860).

#### Fratrie
Son père, Guillaume von Auersperg, n'a eu aucun enfant de son premier mariage avec la princesse Adélaïde de Windisch-Graetz (1788–1806). Sa seconde épouse, Frédérique von Lenthe, lui donne en revanche de nombreux enfants, puisqu'Adolphe von Auersperg a cinq frères et sœurs :
1. Aglaja (1812–1899), mariée en 1837 à Christian von Dobrz (1806–1883) ;
2. Wilhelmine (1813–1886), mariée en 1839 à Hermann von Nostitz-Rieneck (1812–1895) ;
3. Charles (1814–1890), 8e prince d'Auersperg, duc de Gottschee, qui est également ministre-président d'Autriche, marié en 1851 à Ernestine Festetics de Tolna (1831–1901) ;
4. Alexandre (1818–1866), marié en 1852 à Sárolta von Szápáry (1831–1871) ;
5. Léopoldine (1820–1821).

#### Mariages et descendance
Le 26 octobre 1845, il épouse en premières noces la baronne Johanna von Solopisk (1820–1849), elle meurt avant qu'ils n'aient pu avoir d'enfant.
Le 6 octobre 1857, il se remarie avec la comtesse Johanna Festetics de Tolna (1830–1884), ensemble ils ont cinq enfants :
1. Charles Marie Alexandre (1859–1927), 9e prince d'Auersperg, duc de Gottschee, marié en 1885 à Éléonore Breunner-Enkevoirth (1864–1920) ;
2. Johanna Marie Aloysie Hildegarde Ernestine (1860-1922), mariée en 1885 à Alain de Rohan-Montbazon (1853–1914) ;
3. Ernestine Marie Wilhelmine Valentine (1862–1935) ;
4. Aglaë Françoise Marie Aloysie (1868–1919), mariée en 1892 au comte Ferdinand Kinsky von Wchinitz und Tettau (1866–1916) ;
5. François Marie Jean Joseph (1869–1918), marié en 1899 à Florence Elsworth Hazard (1882–1960).

### Carrière
Après avoir étudié le droit, il a servi dans l'armée impériale comme officier de cavalerie entre 1841 et 1860. Il atteint le grade de major de dragons dans le régiment du prince Eugène. En 1867, il est élu membre de la diète de Bohême, où il possède des terres. Il devient président du Landtag et chef de l'administration du Land de Bohême. L'année suivante, il devient membre à vie de la Chambre des seigneurs du Conseil impérial. Gouverneur de Salzbourg de 1870 à 1871, il s'avère un partisan inébranlable de la constitution, et devient citoyen d'honneur de Salzbourg en 1871.
Le 28 novembre 1871, il devient le 8e ministre-président d'Autriche. En 1873, c'est lui qui parvient à mener à bien la réforme électorale de l'Empire, permettant ainsi une meilleure représentation des citoyens à la Chambre des députés : les députés ne sont plus envoyés par les parlements régionaux, mais élus dans le cadre d'un suffrage censitaire national ouvert à tous les hommes âgés de 24 ans et payant au minimum 10 florins d'impôts par an (soit 6% de la population). Son gouvernement crée également en 1876 des juridictions administratives qui existent encore aujourd'hui. Il contribua aussi à améliorer les relations politiques avec la Hongrie. Il est décoré de l'Ordre de la Toison d'or en 1878 et reste en poste jusqu'au 15 février 1879.
En matière de politique étrangère, Auersperg n’a finalement pas réussi à imposer au Reichsrat l’augmentation du budget de l’armée et l’approbation de l’occupation de la Bosnie-Herzégovine auprès de la majorité germano-libérale et démissionna donc avec son cabinet au début de 1879, un an après l'entrée des troupes austro-hongroises en Bosnie.
Entre 1879 et 1885, il est président de la Cour suprême des comptes de Cisleithanie à la demande de l’empereur.
Il décède le 5 janvier 1885 à Neidling, en Basse-Autriche, à l'âge de 63 ans.

## Pages connexes
- Liste des ministres-présidents d'Autriche